# Hraïria (délégation)
Hraïria est une délégation tunisienne dépendant du gouvernorat de Tunis.
En 2004, elle compte 96 245 habitants dont 48 563 hommes et 47 682 femmes répartis dans 21 110 ménages et 22 466 logements.
Elle comporte un certain nombre de quartiers dont :
- El Agba[3] ;
- Cité Bougatfa 1 ;
- Cité Bouzaiene ;
- Cité El Mechtel ;
- Cité Errachidia ;
- Cité Essalama ;
- Cité Essoltani ;
- Cité Hwas ;
- Cité Jlas ;
- Cité Medjerda ;
- El Hraïria ;
- Ezzahrouni ;
- Ezzouhour 5.

Elle est délimitée par les municipalités du Bardo, de La Manouba, d'Oued Ellil et de Sidi Thabet au nord, la municipalité de Sidi Hassine au sud, la délégation d'Ezzouhour à l'est et les municipalités de Mornaguia et Djedeida à l'ouest.